# Djeno
Djeno est une localité située dans le département de Pointe-Noire (depuis 2011 ; avant cela elle était dans le département de Kouilou), dans le sud-ouest du Congo-Brazzaville. Elle est située à la sortie sud de Pointe-Noire le long de la route nationale numéro 4 appelée "Ligne Neuf". La population essentiellement Vili, est d'environ 1 500 habitants.

## Climat
Le climat est chaud et humide, comme dans d'autres régions du Congo-Brazzaville.

## Culture
La population pratique le culte des ancêtres et d'autres coutumes traditionnelles, appelées Binkoko. Une partie de la population s'est convertie au Christianisme.

## Activités
Les populations locales pratiquent l'agriculture (manioc et maraichage) et la pêche dans les rivières telles que la Loeme et la Nianga.

## Transport
Un bus dessert Djeno à partir de Pointe-Noire pour un tarif de 500 FCFA pour le trajet aller et 300 FCFA pour le retour.

## Tourisme

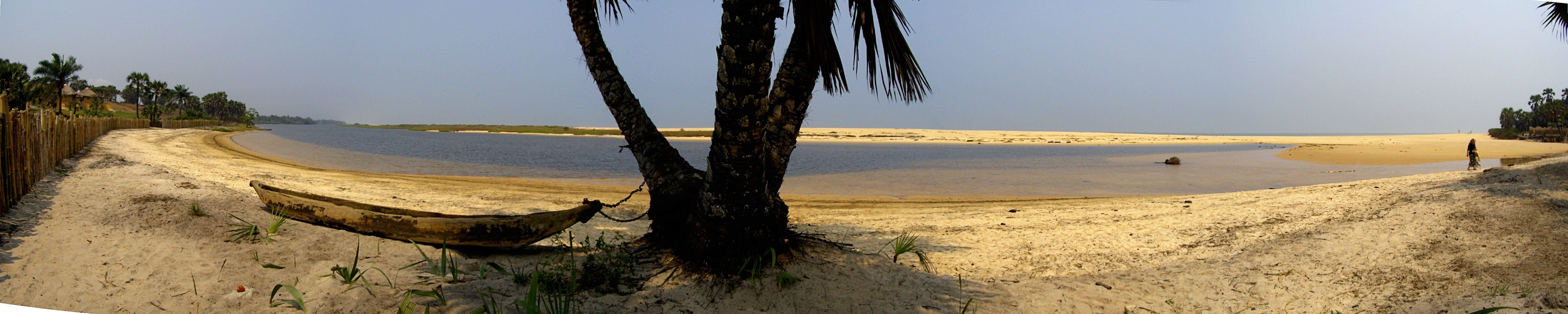
Vue panoramique de la plage de Djeno.

## Le terminal pétrolier
Le site implanté en 1972, au lendemain de la découverte du champ pétrolifère Eméraude, et géré conjointement par Total E&P Congo (63 %) et ENI Congo (37 %) traite la quasi-totalité (plus de 95 %) de la production de pétrole brut congolais. Les 220 000 barils / jour (2015) proviennent également de l'opérateur Congorep (groupe Perenco),,. 
L'unique terminal pétrolier congolais réceptionne, traite, stocke et expédie le brut vers les sites de raffinage au moyen de tankers qui se ravitaillent via une bouée de chargement tous les trois ou quatre jours,,.
Total s'est engagé à réserver 50 % des postes non qualifiés du terminal aux ressortissants du village Djéno. Dans les faits, ce sont les sociétés sous-traitantes de Total qui emploient ces villageois.
La proximité du terminal n'est pas sans conséquence sur la santé des habitants.

## La centrale thermique à gaz
Les gaz s'échappant des torchères sont mieux valorisés via cette centrale électrique.